# Charles Mulholland (4e baron Dunleath)
Charles Edward Henry John Mulholland (1933-1993) est un homme politique en Irlande du Nord.

## Biographie
Mulholland fait ses études au Collège d'Eton et à l'Université de Cambridge . Il devient baron Dunleath en 1956 et entre à la Chambre des lords.
En tant que Lord Dunleath, il devient lieutenant adjoint du comté de Down et lieutenant-colonel commandant du North Irish Horse dans l'armée territoriale . Il est également intéressé par l'automobile vintage . En août 1967, il est nommé au Conseil des gouverneurs de la BBC, succédant à Richard Pim comme gouverneur pour l'Irlande du Nord .
Au début des années 1970, Dunleath est actif dans l'Ulster Defence Regiment et est membre du Parti unioniste d'Ulster . Cependant, il rejoint le Parti de l'Alliance d'Irlande du Nord et est élu pour le parti pour North Down lors de l'élection de l'Assemblée de l'Irlande du Nord en 1973. Il occupe le siège à la Convention constitutionnelle d'Irlande du Nord .
Dunleath est le seul membre du Parti de l'Alliance à la Chambre des Lords . Il soutient la loi de 1978 sur l'éducation (Irlande du Nord), qui permettait aux représentants de l'Église catholique de jouer un rôle dans le système scolaire public dominé par les protestants . Il tente également de présenter un projet de loi visant à libéraliser la loi sur le divorce en Irlande du Nord .
Mulholland est président d'une société qui a soumissionné pour la licence de télévision indépendante pour l'Irlande du Nord en 1979. Afin de présenter l'offre, il a dû démissionner de son affiliation à un parti, et a par la suite siégé en tant que crossbencher . Cependant, il est élu lors des élections de l'Assemblée de 1982 pour le Parti de l'Alliance à nouveau pour North Down.